# Antonín Puč
Antonín Puč (Jinonice, 16 de maio de 1907 — Praga, 18 de abril de 1988) foi um futebolista tcheco.

## Carreira
A carreira internacional de Puč durou de 1926 a 1939; nesse tempo ele jogou 61 partidas para a Tchecoslováquia, marcando 35 gols. Jogou para Tchecoslováquia na Copa do Mundo de 1934 marcando dois gols, incluindo um na final, uma derrota por 2 a 1 contra a Itália, e também jogou na Copa do Mundo de 1938. Puč passou a maior parte de sua carreira no clube Slavia Praga.
Puč morreu aos 80 anos, em 18 de abril de 1988, na cidade de Praga.